# 科迪勒拉行政區
科迪勒拉行政区是菲律宾唯一一个内陆大区，没有设立编号，包括6个省和一个市：阿布拉省、阿巴尧省、本格特省、伊富高省、卡林阿省、高山省和碧瑶市，人口1,722,006（2015年）。行政区位于吕宋岛中部，首府设在碧瑶市。
科迪勒拉行政区是菲律宾最大的山区大区，主要居住的是山区土著的各部落，被统称为伊哥洛特人。
科迪勒拉有许多有色金属矿产，许多大公司集中在碧瑶市，碧瑶市也是菲律宾的夏都。依富高省的巴拿威梯田曾被認為有2000年以上的历史，但經過考古研究後發現是為300-400年的短歷史，目前被联合国列为世界遗产，菲律宾人自称其为“世界第八奇迹”。 
科迪勒拉有许多自己独特的民间乐器。